# 吾吾子羊羔肉
吾吾子羊羔肉是中国新疆乌鲁木齐市吾吾子羊羔肉专卖店的招牌菜，是新疆回族饮食文化之名馔，自清光绪三十三年（1907年）便在迪化（乌鲁木齐市）开始经营。吾吾子羊羔肉是新疆老字号，其羊羔肉烹饪技艺为新疆维吾尔自治区非物质文化遗产。

## 店名与门店
吾吾子羊羔肉得名于创始人李占寿的小名“吾吾子（五五子）”。
吾吾子羊羔肉专卖店和餐厅分别位于新疆乌鲁木齐市天山区和平南路与水磨沟区新民路，另外在新疆国际大巴扎的大巴扎步行街也设有档口。（截止2024年3月）

## 历史发展
清朝光绪三十三年（1907年），李六什子（李生华）携家眷自甘肃省兰州迁往新疆迪化（今乌鲁木齐市）。李六什子选择在迪化继续从事老本行，挑着扁担走街串巷售卖羊羔肉。李六什子之子李占寿跟随父亲学习制作羊羔肉的技艺。李占寿接手后，在迪化南梢门子（今天山区解放南路以北）附近设点售卖，并改善其烹饪技艺。李占寿会将羊肝夹羊尾油作为试吃产品，免费让食客品尝。吾吾子羊羔肉的生意自此开始红火，每日可售卖3到4只羊。然而实施计划经济后，羊羔肉开始凭票供应。之后又面临着社会变革，吾吾子羊羔肉专卖店一度停业。
1980年代初，吾吾子羊羔肉专卖店恢复经营。此时吾吾子羊羔肉的生意红火照旧，但李占寿因年事已高，难以继续经营。李占寿之子李金勇接班经营，但因病并未参与太久。1989年，李金勇的妻子刘玉珍接手吾吾子羊羔肉，成为这家店的第三代传人。1990年，刘玉珍在乌鲁木齐市妇幼保健院旁边的菜市场租赁门面。刘玉珍经营吾吾子羊羔肉专卖店时，依然有着提供免费试吃的传统。当时，店铺附近开启了多家羊羔肉店，但生意均不如吾吾子羊羔肉。21世纪初，刘玉珍之子李敏、李远作也参与到了店铺的经营中。2002年，和平南路的沿街店铺开业，结束了在菜市场的经营。2005年，“吾吾子羊羔肉”被刘玉珍一家注册为商标。
2012年，吾吾子羊羔肉第四代传人李敏成功研制吾吾子羊羔肉的标准化料包。2013年，吾吾子羊羔肉位于水磨沟区新民路的第二家店开门营业。同时，因乌鲁木齐市民饮食理念的改变，李敏开始开发与羊肉搭配的菜品，如荤素搭配版九碗三行子。2021年，吾吾子羊羔肉店开始推出包括羊羔肉、手工制作丸子在内的销售礼盒。

## 制作技艺
吾吾子羊羔肉最初只选取自己养的羊，后来才在市场上购买。吾吾子羊羔肉选取非山羊的散养土种羯羊（去势公羊），年龄一岁左右，且肉质需不肥不瘦。选取羊的部位不包括羊头、蹄、肠、心、肺等。清理干净后，需用水洗、浸泡，以清洗血水。从宰羊到清理，再到下锅在1小时内完成。所用锅为特制的桶型锅，同时可完成超过10只羊羔肉的炖煮工作。炖煮羊羔肉时，放入洋葱、盐、花椒等10余种调味料。

## 名号头衔
2009年，第二批《新疆维吾尔自治区非物质文化遗产名录》公布，新疆羊羔肉烹饪技艺作为传统技艺被收录。新疆羊羔肉烹饪技艺的保护单位为新疆吾吾子羊羔肉专卖店，刘玉珍为代表性传承人。2014年10月，乌鲁木齐餐饮服务协会为吾吾子羊羔肉专卖店授“乌鲁木齐餐饮老字号”牌。2018年，中国烹饪协会发布《中国菜——全国省籍地域经典名菜、主题名宴名录》，收录有吾吾子羊羔肉店的手抓肉。2024年2月，新疆维吾尔自治区商务厅公布首批新疆老字号企业，天山区和平南路的吾吾子羊羔肉专卖店位列其中，代表性注册商标为“吾吾子羊羔肉”。